# 天主教特瓦坎教區
天主教特瓦坎教區（拉丁語：Dioecesis Tehuacaniensis）是墨西哥一個羅馬天主教教區，屬普埃布拉總教區。
教區成立於1962年1月13日，位於普埃布拉州東南部。2010年有教友962,000人（佔轄區總人口94.6%）、五十七個堂區、九十九名司鐸。現任教區主教為羅德里戈·阿吉拉爾·馬丁內斯。